# Pupi Poisson
Alberto Zimmer, más conocida como Pupi Poisson (Madrid, 2 de abril de 1982) es una drag queen española conocida por haber competido en la primera temporada de la serie de telerrealidad Drag Race España, donde obtuvo el título de Miss Simpatía. Comenzó como artista drag en 2006.

## Carrera
Alberto Zimmer comenzó a actuar como drag en 2006 luego de una temporada en un parque temático que le ayudó a crear su personaje. En 2008, Zimmer comenzó a actuar con otras drag queens, y empezó a tener apariciones televisivas en 2010. Ha competido tanto en Got Talent España como en Drag Race España. En una entrevista con uno de los jueces del programa, Javier Calvo, la calificó como "muy talentosa" y señaló que había estado "trabajando por un tiempo".
En 2021, Zimmer formó parte del espectáculo el Gran Hotel de las Reinas. Al año siguiente protagonizó, junto a Supremme De Luxe, Sharonne y Estrella Xtravaganza, la serie documental Reinas al rescate.

## Vida personal
Zimmer vive en Madrid. Es gay, y señaló en una entrevista de julio de 2021 que lo ocultó porque creía que no sería «bien recibido» por su madre.

## Discografía

### Álbumes
- Pupi Poisson (2019)[15]

### Sencillos
- Sex Dance Love (2013)[16]

- Armas De Mujer (2014)[17]

- Armas De Mujer [Dmoreno Remix] (2014)[18]

- Tienes Tó La Cara (Bso) Umpp (2017)[19]

- Inesperado (2020)[20]

- Prima'S Song (2020)[21]

- Ya Es Navidad 2020 (2020)[22]

### Como artista invitado
- Kobritzsk, de Conchita Pelayo (2019)[23]

- Inesperat, de Jean Val (2020)[24]

## Filmografía

### Cine
- El fantasma de la sauna (2021)

### Televisión
- ¿Quién quiere casarse con mi hijo? (2013)[25][26]

- Got Talent España (2017)

- Drag Race España (2021) (Cuarto puesto)

- Reinas al rescate (2022) (Presentadora)[12]

- Drag Race España: All Stars (2024) (Quinto puesto)